# 刘冰冰
刘冰冰（1967年—），女，吉林大学超硬材料国家重点实验室主任，教授。入选中华人民共和国教育部2009年度"长江学者"特聘教授、“万人计划”。曾获得中国青年女科学家奖、中国国家自然科学奖二等奖。